# Johann Nepomuk Maag
Johann Nepomuk Maag (* um 1724; † Mai 1800) war ein deutscher Kupferstecher und Zeichner in München.
Er wirkte bis etwa 1768 in Regensburg. Er stach Porträts des Grafen Maxim von Lambert und des Akrobaten Franz Urban. 1797 schuf er eine Ansicht von Tölz, eine weitere seiner Arbeiten ist ein Blatt nach einem Altarbild in St. Johann in Regensburg mit dem Titel Die beiden Johannes vor Maria.